# فابین انتنینته
فابین انتنینته (انگلیسی: Fabien Onteniente؛ زادهٔ ۲۷ آوریل ۱۹۵۸) کارگردان فیلم، فیلم‌نامه‌نویس، هنرپیشه اهل فرانسه است.
از فیلم‌ها یا برنامه‌های تلویزیونی وی می‌توان به دیسکو اشاره کرد.